# Ledropsis maculata
Ledropsis maculata är en insektsart som beskrevs av William Lucas Distant 1907. Ledropsis maculata ingår i släktet Ledropsis och familjen dvärgstritar. Inga underarter finns listade i Catalogue of Life.